# 國際南北運輸走廊
国际南北运输走廊（INSTC）是一个7,200公里长的多模式网络，包括船舶、铁路和公路路线，用于在印度、伊朗、阿塞拜疆、俄罗斯、中亚和欧洲之间运输货物。该走廊的目标是加强孟买、莫斯科、德黑兰、巴库、阿巴斯港、阿斯特拉罕、安扎利港等主要城市之间的贸易联系。 2014年进行了两条航线的试运行，第一条是孟买经阿巴斯港到巴库，第二条是孟买经阿巴斯港、德黑兰和安扎利港到阿斯特拉罕。该研究的目的是确定和解决关键瓶颈。 结果显示，每15吨货物的运输成本可降低 2,500 美元。其他正在考虑的路线包括通过哈萨克斯坦和土库曼斯坦。
这也将与阿什哈巴德协议同步，該多式联运协议由印度（2018 年）、阿曼（2011 年）、伊朗（2011 年）、土库曼斯坦（2011 年）、乌兹别克斯坦（2011 年）、哈萨克斯坦（2015 年）签署（括号中為加入该协议的年份），以建立国际运输和过境走廊，促进中亚和波斯湾之间的货物运输。

## 目标
INSTC项目的主要目标是减少目前使用传统路线的时间和金钱成本。   分析人士预测，通过改善俄罗斯、中亚、伊朗和印度之间的交通连接，它们各自的双边贸易量将会增加。   
俄罗斯、伊朗和印度于 2002 年 5 月 16 日签署了INSTC项目协议。 这三个国家都是该项目的创始成员国。其他重要成员国包括阿塞拜疆、亚美尼亚、哈萨克斯坦和白俄罗斯。此外，其他国家也有不同程度的参与。

## 路段
通过阿塞拜疆的路线实现了印度-伊朗-阿塞拜疆-俄罗斯-哈萨克斯坦的交通连接。伊朗建设Qazvin-Rasht-Astara公路和铁路（205公里），包括拉什特-阿斯塔拉路段（164公里）， 涉及369公里长的桥梁和铁路线将南部和北部连接起来。
阿巴斯港处理着伊朗85%的海运贸易，非常拥挤。印度和伊朗于2002年签署了一项长期协议，旨在将恰巴哈尔开发成完整的深海港口。与阿巴斯港不同，查巴哈尔有能力处理超过 10 万吨的货船。
哈萨克斯坦-土库曼斯坦-伊朗铁路线于2014 年完工并投入运营，也称为南北跨国走廊，長677公里，是连接哈萨克斯坦、土库曼斯坦与伊朗、波斯湾的长铁路线。在伊朗，这条铁路将连接到通往波斯湾港口的国家网络。
2013 年 3 月，伊朗启用了位于里海西南部的阿斯塔拉港。该港口已与INSTC整合，以改善其横跨里海的海上连通性。伊朗已在港口投资2200万美元，并计划增加10%的投资扩建港口。目前产能为 600,000 吨，但计划增加至300万吨。独立国家联合体是谷物的主要生产国，这些谷物将通过伊朗阿巴斯港出口到非洲。来自俄罗斯、阿塞拜疆、哈萨克斯坦、土库曼斯坦的产品可以通过伊朗的阿巴斯港运往印度，这是到达印度最快的途径。
2022年7月7日，俄罗斯RZD Logistics宣布已成功完成首次通过INSTC 向印度运输货物。这一说法也得到了伊朗和印度贸易公司的证实。